# Lilas (couleur)
Pour les articles homonymes, voir Lilas.

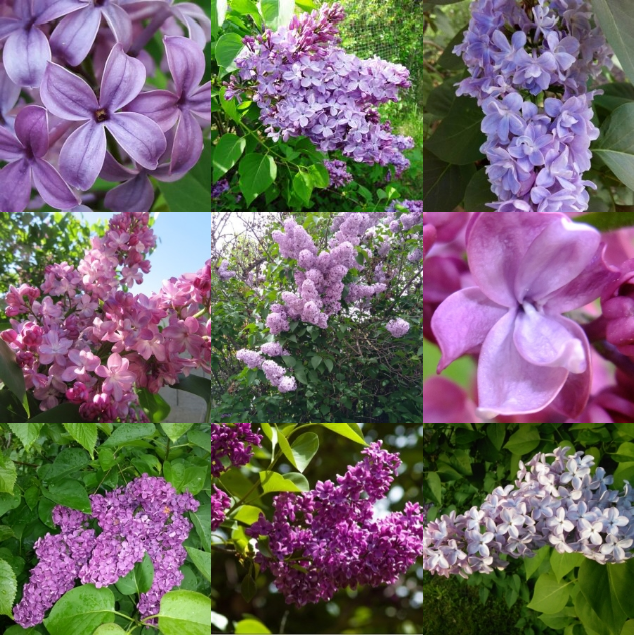
Plusieurs fleurs de lilas de tons différents

Lilas est un nom de couleur  utilisé principalement dans la mode et la décoration qui désigne des nuances de mauve qui rappellent la couleur des fleurs de la plante du même nom.
Pour Chevreul (1861), qui note la relative variété de la nuance des fleurs de lilas, les teintes des tissus vendus comme lilas vont du 4 bleu-violet au 1 violet, c'est-à-dire sur 15° de son cercle chromatique, avec des tons (clarté obtenue par mélange avec blanc) sur 3 des 20 niveaux.
En 1905, le Répertoire de couleurs de la Société des Chrysanthémistes donne, entre le Violet d'Iris et le Violet rougeâtre, vingt nuances réparties entre Lilas violacé, Lilas, Lilas saumoné, Lilas de Perse, Lilas rougeâtre. Le Lilas violacé se traduit en anglais par Magenta lilac ; tandis que le Lilas rougeâtre « tire sur les Vieux-rose ».

## Droit
Deux couleurs pourpres dites lilas très similaires font l'objet d'une protection commerciale par le groupe Mondelēz International pour ses marques de confiserie Cadbury et Milka.

## Nuanciers
Le  nuancier RAL indique RAL 4001 Lilas rouge et RAL 4005 Lilas bleu. 
La Régie autonome des transports parisiens (RATP) exploite également le nom de couleur Lilas pour l'identification de lignes de transports en commun.